# AB Custos
AB Custos es una sociedad de inversión de capital riesgo sueca. Pronto cayó bajo el control de los inversores Mats Qviberg y Sven Hagströmer, y se fusionó con su compañía de inversión Investment AB Öresund en abril de 2004. Más tarde, volvió a separarse de Öresund. El mayor accionista era el presidente, Jonas Wahlström.
Desde 2008, es una empresa independiente y comenzó a comprar varias empresas, tales como Metro International y Realtid.se.

## CEO
- De 1996 a 2001: Christer Gardell
- De 2001 a ?: Mikael Nachemson
- ? Presentar: Christen Eugen Ager-Hanssen